# Olympische Sommerspiele 1912/Teilnehmer (Dänemark)
| Gelbes Symbol für Goldmedaillen mit stilisierten Olympischen Ringen | Graues Symbol für Silbermedaillen mit stilisierten Olympischen Ringen | Braundes Symbol für Bronzemedaillen mit stilisierten Olympischen Ringen |
| ------------------------------------------------------------------- | --------------------------------------------------------------------- | ----------------------------------------------------------------------- |
| 1                                                                   | 6                                                                     | 5                                                                       |

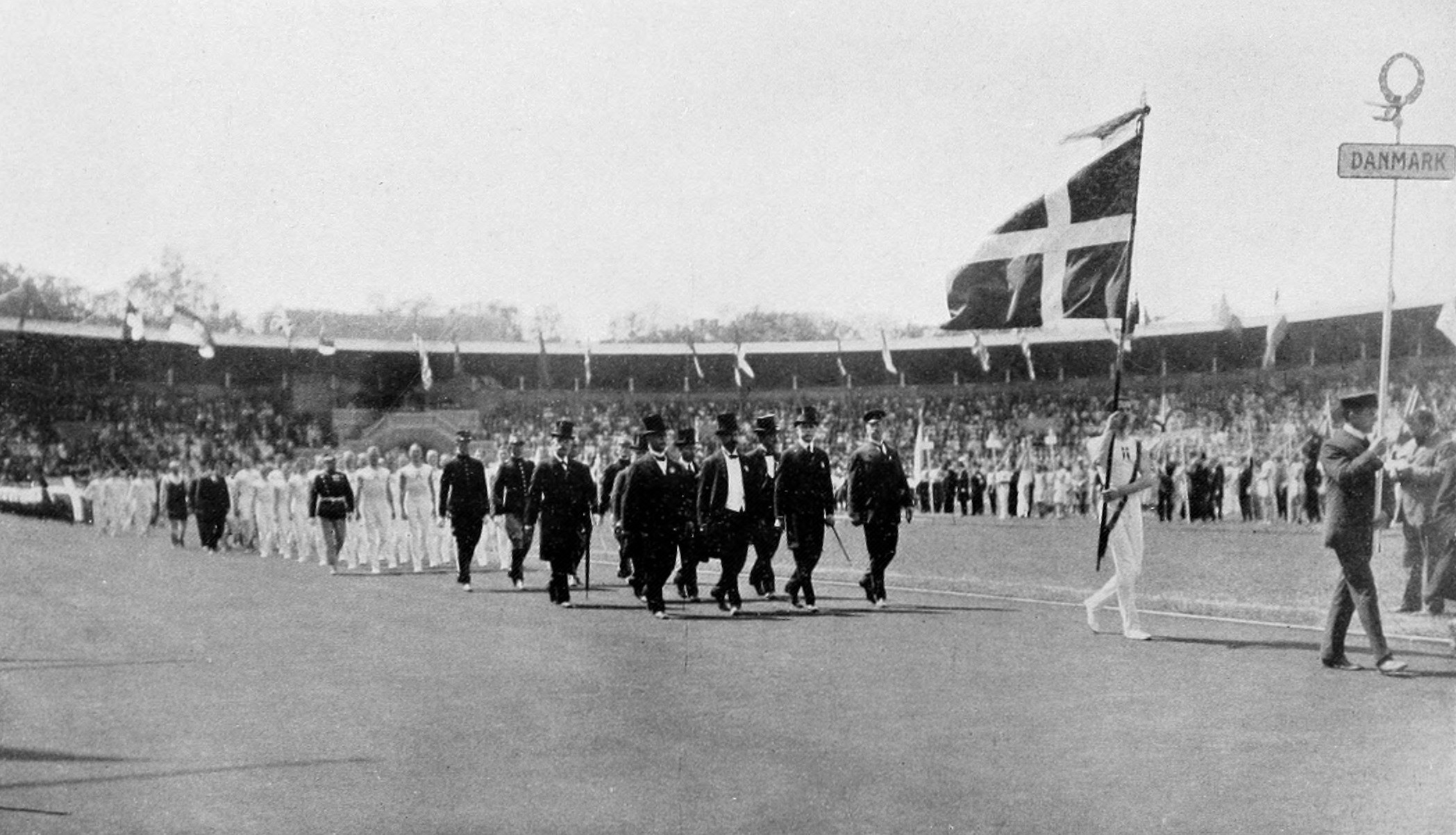
Die dänische Mannschaft bei der Eröffnungsfeier

Dänemark nahm an den Olympischen Sommerspielen 1912 in Stockholm, Schweden, mit 152 Sportlern teil. Dabei konnten die Athleten eine Gold-, sechs Silber- und fünf Bronzemedaillen gewinnen.

## Medaillengewinner

### Gold

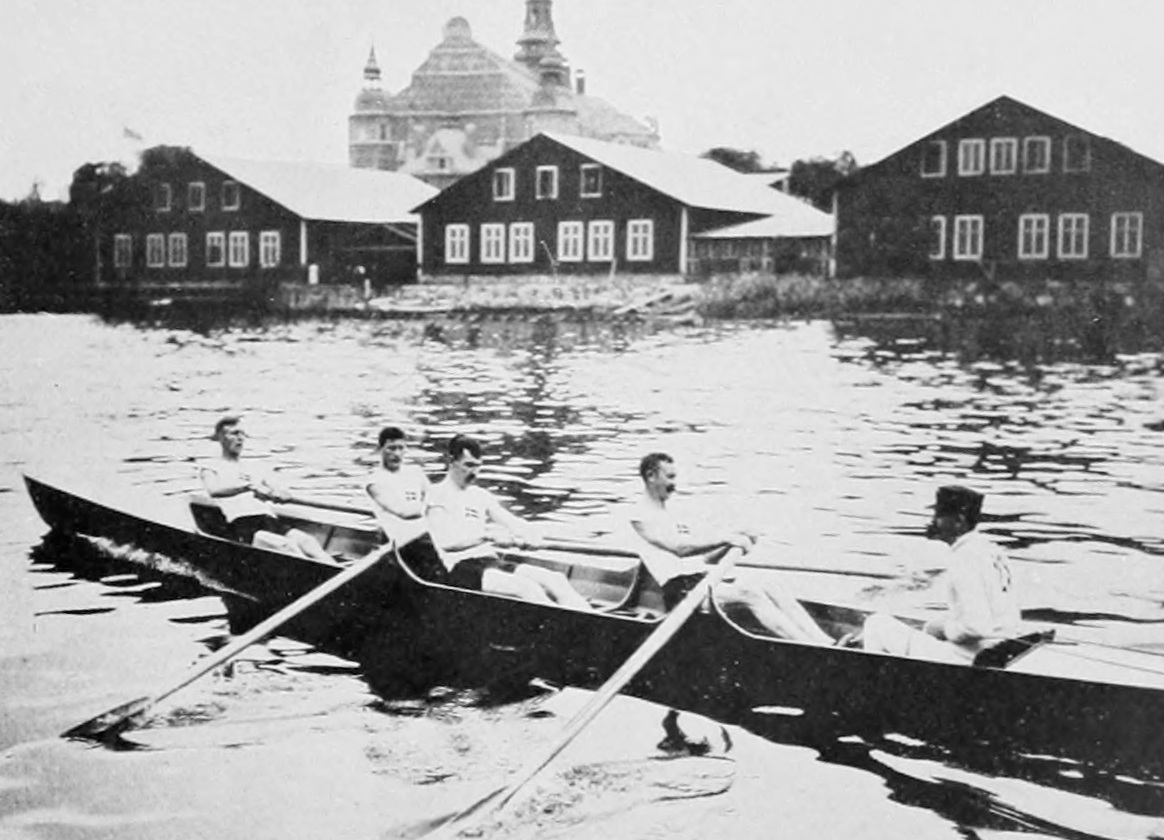
Der dänische Vierer mit Steuermann bei den Olympischen Sommerspielen 1912

| Name                                                               | Sportart | Wettkampf                          |
| ------------------------------------------------------------------ | -------- | ---------------------------------- |
| Ejler Allert Jørgen Hansen Carl Møller Carl Pedersen Poul Hartmann | Rudern   | Vierer mit Steuermann (Dollengigs) |

### Silber
| Name | Sportart | Wettkampf            |
| --- | -------- | -------------------- |
| Ivan Osiier | Fechten  | Degen Einzel         |
| Paul Berth Charles Buchwald Hjalmar Christoffersen Harald Hansen Sophus Hansen (Torwart) Emil Jørgensen Ivar Lykke Nils Middelboe Sophus Nielsen Poul Nielsen Oskar Nørland Anton Olsen Axel Petersen Axel Thufason Vilhelm Wolfhagen Trainer: Louis Østrup | Fußball  | Männer               |
| Lars Jørgen Madsen | Schießen | Freies Gewehr 300 m  |
| Steen Herschend Sven Thomsen Hans Meulengracht-Madsen | Segeln   | 6-Meter-Klasse       |
| Sofie Castenschiold | Tennis   | Frauen, Einzel Halle |
| Peter Villemoes Andersen Valdemar Bøggild Søren Peter Christensen Ingvald Eriksen George Falcke Torkild Garp Hans Trier Hansen Johannes Hansen Rasmus Hansen Jens Kristian Jensen Alfred Jensen Karl Kirk Jens Kirkegaard Olaf Kjems Carl Larsen Jens Peter Laursen Marius Lefevre Poul Mark Einar Olsen Hans Pedersen Hans Eiler Pedersen Olaf Pedersen Peder Larsen Pedersen Aksel Sørensen Jørgen Ravn Søren Thorborg Kristen Vadgaard Johannes Vinther | Turnen   | Schwedisches System  |

### Bronze
| Name | Sportart | Wettkampf                        |
| --- | -------- | -------------------------------- |
| Søren Jensen | Ringen   | Schwergewicht (über 82,5 kg)     |
| Erik Bisgaard Rasmus Frandsen Mikael Simonsen Poul Thymann Ejgil Clemmensen | Rudern   | Vierer mit Steuermann (Ausleger) |
| Niels Larsen | Schießen | Freies Gewehr 300 m              |
| Ole Olsen Lars Jørgen Madsen Niels Larsen Niels Andersen Laurits Larsen Jens Hajslund | Schießen | Freies Gewehr Mannschaft         |
| Axel Andersen Hjalmart Andersen Halvor Birch Wilhelm Grimmelmann Arvor Hansen Christian Hansen Marius Hansen Charles Jensen Hjalmar Johansen Poul Preben Jørgensen Carl Krebs Vigo Meulengracht Madsen Lukas Nielsen Rikard Nordstrøm Steen Olsen Oluf Olsson Carl Pedersen Kristian Pedersen Niels Petersen Christian Svendsen | Turnen   | Freies Turnen                    |

## Teilnehmer nach Sportarten

### Fechten
| Athlet                                                                                      | Disziplin         | Erste Runde       | Erste Runde       | Viertelfinale  | Viertelfinale  | Halbfinale     | Halbfinale     | Finale         | Finale         |
| Athlet                                                                                      | Disziplin         | Ergebnis          | Rang              | Ergebnis       | Rang           | Ergebnis       | Rang           | Ergebnis       | Rang           |
| ------------------------------------------------------------------------------------------- | ----------------- | ----------------- | ----------------- | -------------- | -------------- | -------------- | -------------- | -------------- | -------------- |
| Oluf Berntsen                                                                               | Florett, Einzel   | 3 Verloren        | 4                 | nicht erreicht | nicht erreicht | nicht erreicht | nicht erreicht | nicht erreicht | nicht erreicht |
| Oluf Berntsen                                                                               | Degen, Einzel     | 4 Verloren        | 5                 | nicht erreicht | nicht erreicht | nicht erreicht | nicht erreicht | nicht erreicht | nicht erreicht |
| Oluf Berntsen                                                                               | Säbel, Einzel     | 2 Gewonnen        | 2                 | 2 Verloren     | 3              | 0 Gewonnen     | 6              | nicht erreicht | nicht erreicht |
| Jens Berthelsen                                                                             | Florett, Einzel   | 3 Verloren        | 3                 | 3 Verloren     | 4              | nicht erreicht | nicht erreicht | nicht erreicht | nicht erreicht |
| Jens Berthelsen                                                                             | Degen, Einzel     | 3 Verloren        | 3                 | 5 Verloren     | 6              | nicht erreicht | nicht erreicht | nicht erreicht | nicht erreicht |
| Jens Berthelsen                                                                             | Säbel, Einzel     | 1 Gewonnen        | 3                 | 3 Verloren     | 4              | nicht erreicht | nicht erreicht | nicht erreicht | nicht erreicht |
| Einar Levison                                                                               | Florett, Einzel   | 0 Verloren        | 1                 | 3 Verloren     | 4              | nicht erreicht | nicht erreicht | nicht erreicht | nicht erreicht |
| Einar Levison                                                                               | Degen, Einzel     | 1 Verloren        | 1                 | 2 Verloren     | 3              | 4 Verloren     | 4              | nicht erreicht | nicht erreicht |
| Einar Levison                                                                               | Säbel, Einzel     | 3 Gewonnen        | 1                 | 4 Verloren     | 5              | nicht erreicht | nicht erreicht | nicht erreicht | nicht erreicht |
| Hans Olsen                                                                                  | Florett, Einzel   | 4 Verloren        | 6                 | nicht erreicht | nicht erreicht | nicht erreicht | nicht erreicht | nicht erreicht | nicht erreicht |
| Hans Olsen                                                                                  | Degen, Einzel     | 6 Verloren        | 8                 | nicht erreicht | nicht erreicht | nicht erreicht | nicht erreicht | nicht erreicht | nicht erreicht |
| Ivan Osiier                                                                                 | Florett, Einzel   | 0 Verloren        | 1                 | 1 Verloren     | 1              | k. A.          | 5              | nicht erreicht | nicht erreicht |
| Ivan Osiier                                                                                 | Degen, Einzel     | 0 Verloren        | 1                 | 1 Verloren     | 1              | 2 Verloren     | 1              | 5–2            | Silber         |
| Lauritz Christian Østrup                                                                    | Florett, Einzel   | 2 Verloren        | 3                 | 3 Verloren     | 4              | nicht erreicht | nicht erreicht | nicht erreicht | nicht erreicht |
| Lauritz Christian Østrup                                                                    | Degen, Einzel     | 3 Verloren        | 4                 | nicht erreicht | nicht erreicht | nicht erreicht | nicht erreicht | nicht erreicht | nicht erreicht |
| Oluf Berntsen Jens Berthelsen Ejnar Levison Hans Olsen Ivan Osiier Lauritz Christian Østrup | Degen, Mannschaft | nicht ausgetragen | nicht ausgetragen | 2–0            | 1              | 1–2            | 3              | nicht erreicht | nicht erreicht |
| Jens Berthelsen Ejnar Levison Hans Olsen Ivan Osiier Lauritz Christian Østrup               | Säbel, Mannschaft | nicht ausgetragen | nicht ausgetragen | 0–2            | 3              | nicht erreicht | nicht erreicht | nicht erreicht | nicht erreicht |

### Fußball
| Wettbewerb            | Männer |
| --------------------- | --- |
| Athleten              | Paul Berth Charles Buchwald Hjalmar Christoffersen Harald Hansen Sophus Hansen (Torwart) Emil Jørgensen Ivar Lykke Nils Middelboe Sophus Nielsen Poul Nielsen Oskar Nørland Anton Olsen Axel Petersen Axel Thufason Vilhelm Wolfhagen Trainer: Louis Østrup |
| Achtelfinale          | Freilos |
| Viertelfinale         | Norwegen 7:0 (3:0) |
| Trostrunde Halbfinale | Niederlande 4:1 (3:0) |
| Finale                | Großbritannien 2:4 (1:4) |
| Platzierung           | Silber |

### Leichtathletik
| Athlet                                           | Disziplin                     | Vorlauf           | Vorlauf           | Halbfinale        | Halbfinale        | Finale         | Finale         |
| Athlet                                           | Disziplin                     | Ergebnis          | Rang              | Ergebnis          | Rang              | Ergebnis       | Rang           |
| ------------------------------------------------ | ----------------------------- | ----------------- | ----------------- | ----------------- | ----------------- | -------------- | -------------- |
| Holger Baden                                     | Crosslauf, Einzelwertung      | nicht ausgetragen | nicht ausgetragen | nicht ausgetragen | nicht ausgetragen | DNF            | DNF            |
| Johannes Christensen                             | Marathon                      | nicht ausgetragen | nicht ausgetragen | nicht ausgetragen | nicht ausgetragen | 3:21:57,4 h    | 29             |
| Lauritz Christiansen                             | Crosslauf, Einzelwertung      | nicht ausgetragen | nicht ausgetragen | nicht ausgetragen | nicht ausgetragen | 49:06,4 min    | 14             |
| Fritz Danild                                     | Crosslauf, Einzelwertung      | nicht ausgetragen | nicht ausgetragen | nicht ausgetragen | nicht ausgetragen | DNF            | DNF            |
| Vilhelm Gylche                                   | 10.000 m Gehen                | nicht ausgetragen | nicht ausgetragen | 51:13,8 min       | 4                 | DNF            | DNF            |
| Karl Julius Jensen                               | Crosslauf, Einzelwertung      | nicht ausgetragen | nicht ausgetragen | nicht ausgetragen | nicht ausgetragen | DNF            | DNF            |
| Svend Langkjær                                   | Zehnkampf                     | nicht ausgetragen | 1830,850 Punkte   | 26                |                   |                |                |
| Olaf Lodal                                       | Marathon                      | nicht ausgetragen | nicht ausgetragen | nicht ausgetragen | nicht ausgetragen | 3:21:57,6 h    | 30             |
| Niels Petersen                                   | 10.000 m Gehen                | nicht ausgetragen | nicht ausgetragen | DSQ               | DSQ               | nicht erreicht | nicht erreicht |
| Viggo Pedersen                                   | Crosslauf, Einzelwertung      | nicht ausgetragen | nicht ausgetragen | nicht ausgetragen | nicht ausgetragen | 53:00,8 min    | 23,            |
| Aage Rasmussen                                   | 10.000 m Gehen                | nicht ausgetragen | nicht ausgetragen | 48:15,8 min       | 3                 | 48:00,0 min    | 4              |
| Steen Rasmussen                                  | Crosslauf, Einzelwertung      | nicht ausgetragen | nicht ausgetragen | nicht ausgetragen | nicht ausgetragen | 55:27,0 min    | 28             |
| Gerhard Topp                                     | Crosslauf, Einzelwertung      | nicht ausgetragen | nicht ausgetragen | nicht ausgetragen | nicht ausgetragen | 54:24,9 min    | 26             |
| Fritz Vikke                                      | Stabhochsprung                | nicht ausgetragen | nicht ausgetragen | 3,40 m            | 16                | nicht erreicht | nicht erreicht |
| Lauritz Christiansen Viggo Pedersen Gerhard Topp | Crosslauf, Mannschaftswertung | nicht ausgetragen | nicht ausgetragen | nicht ausgetragen | nicht ausgetragen | 36             | 5              |

### Moderner Fünfkampf
| Athlet           | Pistolenschießen | Pistolenschießen | Schwimmen   | Schwimmen | Degenfechten | Degenfechten | Degenfechten | Springreiten | Springreiten | Springreiten | Querfeldeinlauf | Querfeldeinlauf | Gesamtpunkte | Rang |
| Athlet           | Treffer          | Punkte           | Zeit        | Punkte    | Siege        | Touches      | Punkte       | Strafpunkte  | Zeit         | Punkte       | Zeit            | Punkte          | Gesamtpunkte | Rang |
| ---------------- | ---------------- | ---------------- | ----------- | --------- | ------------ | ------------ | ------------ | ------------ | ------------ | ------------ | --------------- | --------------- | ------------ | ---- |
| Kai Jølver       | 52               | 32               | 9:32,6 min  | 26        | 7            | 13           | 22           | 14           | 10:49,5 min  | 21           | 26:08,6 min     | 22              | 123          | 22   |
| Vilhelm Laybourn | 140              | 25               | 12:09,6 min | 29        | 6            | 10           | 24           | DSQ          | DSQ          | DSQ          | Zurückgezogen   | Zurückgezogen   | DNF          | DNF  |
| Johannes Ussing  | 57               | 31               | 7:40,2 min  | 20        | 6            | 8            | 23           | 0            | 11:21,0 min  | 9            | DNF             | DNF             | DNF          | DNF  |
| Theodor Zeilau   | 93               | 30               | 7:59,4 min  | 22        | 4            | 7            | 26           | DNF          | DNF          | DNF          | Zurückgezogen   | Zurückgezogen   | DNF          | DNF  |

### Radsport
| Athlet                                                              | Disziplin                  | Finale       | Finale |
| Athlet                                                              | Disziplin                  | Zeit         | Rang   |
| ------------------------------------------------------------------- | -------------------------- | ------------ | ------ |
| Charles Hansen                                                      | Einzelzeitfahren (320 km)  | 11:40:04,0 h | 32     |
| Otto Jensen                                                         | Einzelzeitfahren (320 km)  | DNF          | DNF    |
| Olaf Meyland-Smith                                                  | Einzelzeitfahren (320 km)  | 11:32:24,2 h | 25     |
| Valdemar Nielsen                                                    | Einzelzeitfahren (320 km)  | 12:33:09,2 h | 72     |
| Valdemar Christoffer Nielsen                                        | Einzelzeitfahren (320 km)  | DNF          | DNF    |
| Godtfred Olsen                                                      | Einzelzeitfahren (320 km)  | 12:06:18,8 h | 53     |
| Hans Olsen                                                          | Einzelzeitfahren (320 km)  | DNF          | DNF    |
| Johannes Reinwaldt                                                  | Einzelzeitfahren (320 km)  | 11:57:20,0 h | 48     |
| Charles Hansen Olaf Meyland-Smith Godtfred Olsen Johannes Reinwaldt | Mannschaftsfahren (320 km) | 47:16:07,0 h | 8      |

### Reiten
| Athlet           | Pferd           | Disziplin       | Finale      | Finale |
| Athlet           | Pferd           | Disziplin       | Strafpunkte | Rang   |
| ---------------- | --------------- | --------------- | ----------- | ------ |
| Rudolf Keyper    | Kinley Princess | Dressur, Einzel | 111         | 16     |
| Carl Høst Saunte | Streg           | Dressur, Einzel | 120         | 18     |

| Athlet                                       | Pferd                  | Disziplin                  | Geländeritt | Geländeritt | Querfeldein   | Querfeldein   | Hindernis     | Hindernis     | Jagdspringen  | Jagdspringen  | Dressur       | Dressur       | Gesamt | Gesamt |
| Athlet                                       | Pferd                  | Disziplin                  | Punkte      | Rang        | Punkte        | Rang          | Punkte        | Rang          | Punkte        | Rang          | Punkte        | Rang          | Punkte | Rang   |
| -------------------------------------------- | ---------------------- | -------------------------- | ----------- | ----------- | ------------- | ------------- | ------------- | ------------- | ------------- | ------------- | ------------- | ------------- | ------ | ------ |
| Frode Kirkebjerg                             | Dibbe-Lippe            | Vielseitigkeit, Einzel     | 10,00       | 1           | 5,69          | 23            | 10,00         | 20            | DNS           | DNS           | Zurückgezogen | Zurückgezogen | DNF    | DNF    |
| Carl Kraft                                   | Gorm                   | Vielseitigkeit, Einzel     | 10,00       | 1           | 10,00         | 1             | DNS           | DNS           | Zurückgezogen | Zurückgezogen | DNF           | DNF           |        |        |
| Carl Høst Saunte                             | Streg                  | Vielseitigkeit, Einzel     | DNF         | DNF         | Zurückgezogen | Zurückgezogen | Zurückgezogen | Zurückgezogen | Zurückgezogen | Zurückgezogen | Zurückgezogen | Zurückgezogen | DNF    | DNF    |
| Frode Kirkebjerg Carl Kraft Carl Høst Saunte | Dibbe-Lippe Gorm Streg | Vielseitigkeit, Mannschaft | DNF         | DNF         | Zurückgezogen | Zurückgezogen | Zurückgezogen | Zurückgezogen | Zurückgezogen | Zurückgezogen | Zurückgezogen | Zurückgezogen | DNF    | DNF    |

### Ringen
| Athlet               | Disziplin                                            | Erste Runde        | Zweite Runde       | Dritte Runde      | Vierte Runde     | Fünfte Runde       | Sechste Runde   | Siebte Runde      | Finale                  | Finale                  | Finale                  | Finale |
| Athlet               | Disziplin                                            | Gegner Ergebnis    | Gegner Ergebnis    | Gegner Ergebnis   | Gegner Ergebnis  | Gegner Ergebnis    | Gegner Ergebnis | Gegner Ergebnis   | Match A Gegner Ergebnis | Match B Gegner Ergebnis | Match C Gegner Ergebnis | Rang   |
| -------------------- | ---------------------------------------------------- | ------------------ | ------------------ | ----------------- | ---------------- | ------------------ | --------------- | ----------------- | ----------------------- | ----------------------- | ----------------------- | ------ |
| Anders Andersen      | Mittelgewicht (bis 75 kg) (griechisch-römisch)       | Kurz Verloren      | Holm Verloren      | nicht erreicht    | nicht erreicht   | nicht erreicht     | nicht erreicht  | nicht erreicht    | nicht erreicht          | nicht erreicht          | nicht erreicht          | 26     |
| Jens Christensen     | Halbschwergewicht (bis 82,5 kg) (griechisch-römisch) | Nilsson Gewonnen   | Ahlgren Verloren   | Barl Gewonnen     | Freilos          | Böhling Verloren   | nicht erreicht  | nicht erreicht    | nicht erreicht          | nicht erreicht          | nicht erreicht          | 6      |
| Johannes Eriksen     | Halbschwergewicht (bis 82,5 kg) (griechisch-römisch) | Wiklund Verloren   | Fogelmark Gewonnen | Salila Gewonnen   | Öhler Gewonnen   | Rajala Verloren    | nicht erreicht  | nicht erreicht    | nicht erreicht          | nicht erreicht          | nicht erreicht          | 6      |
| Carl Hansen          | Federgewicht (bis 60 kg) (griechisch-römisch)        | Andersson Verloren | Koskelo Gewonnen   | nicht erreicht    | nicht erreicht   | nicht erreicht     | nicht erreicht  | nicht erreicht    | nicht erreicht          | nicht erreicht          | nicht erreicht          | 26     |
| Frederik Hansen      | Leichtgewicht (bis 67,5 kg) (griechisch-römisch)     | Szántó Gewonnen    | Márkus Gewonnen    | Fischer Verloren  | Urvikko Gewonnen | Radvány Verloren   | nicht erreicht  | nicht erreicht    | nicht erreicht          | nicht erreicht          | nicht erreicht          | Elfter |
| Hvitfeldt Hansen     | Mittelgewicht (bis 75 kg) (griechisch-römisch)       | Johansson Verloren | Sint Verloren      | nicht erreicht    | nicht erreicht   | nicht erreicht     | nicht erreicht  | nicht erreicht    | nicht erreicht          | nicht erreicht          | nicht erreicht          | 26     |
| Verner Hetmar        | Federgewicht (bis 60 kg) (griechisch-römisch)        | Mustonen Gewonnen  | Miezīts Gewonnen   | Haapanen Verloren | Schärer Gewonnen | Koskelo Verloren   | nicht erreicht  | nicht erreicht    | nicht erreicht          | nicht erreicht          | nicht erreicht          | 9      |
| Søren Marinus Jensen | Schwergewicht (über 82,5 kg) (griechisch-römisch)    | Barrett Gewonnen   | Lindfors Gewonnen  | Pelander Gewonnen | Saarela Verloren | Backenius Gewonnen | Freilos         | nicht ausgetragen | Saarela Verloren        | Olin Verloren           | nicht erreicht          | Bronze |
| Otto Nagel           | Schwergewicht (über 82,5 kg) (griechisch-römisch)    | Öhler Verloren     | Rajala Verloren    | nicht erreicht    | nicht erreicht   | nicht erreicht     | nicht erreicht  | nicht erreicht    | nicht erreicht          | nicht erreicht          | nicht erreicht          | 20     |

### Rudern
| Athlet                                                                                   | Disziplin                          | Vorrunde   | Vorrunde | Viertelfinale  | Viertelfinale  | Halbfinale     | Halbfinale     | Finale         | Finale         | Rang           |
| Athlet                                                                                   | Disziplin                          | Result     | Rang     | Result         | Rang           | Result         | Rang           | Result         | Rang           | Rang           |
| ---------------------------------------------------------------------------------------- | ---------------------------------- | ---------- | -------- | -------------- | -------------- | -------------- | -------------- | -------------- | -------------- | -------------- |
| Mikael Simonsen                                                                          | Einer                              | 8:14,0 min | 1        | DNS            | DNS            | nicht erreicht | nicht erreicht | nicht erreicht | nicht erreicht | nicht erreicht |
| Erik Bisgaard Ejgil Clemmensen (Steuermann) Rasmus Frandsen Mikael Simonsen Poul Thymann | Vierer mit Steuermann (Ausleger)   | 7:20,0 min | 1        | 7:09,0 min     | 1              | k. A.          | 2              | nicht erreicht | nicht erreicht | Bronze         |
| Theodor Eyrich Knud Gøtke Marius Jørgensen Johan Praem Silva Smedberg (Steuermann)       | Vierer mit Steuermann (Ausleger)   | k. A.      | 2        | nicht erreicht | nicht erreicht | nicht erreicht | nicht erreicht | nicht erreicht | nicht erreicht | nicht erreicht |
| Ejler Allert Jørgen Hansen Poul Hartmann (Steuermann) Carl Møller Carl Pedersen          | Vierer mit Steuermann (Dollengigs) | N/A        | N/A      | 7:52,0 min     | 1              | 7:59,5 min     | 1              | 7:44,6 min     | 1              | Gold           |

### Schießen
| Athlet                                                                                 | Disziplin                                | Finale   | Finale |
| Athlet                                                                                 | Disziplin                                | Ergebnis | Rang   |
| -------------------------------------------------------------------------------------- | ---------------------------------------- | -------- | ------ |
| Hans Denver                                                                            | Freies Gewehr 300 m                      | DNF      | DNF    |
| Rasmus Friis                                                                           | Armeegewehr 600 m                        | 74       | 48     |
| Povl Gerlow                                                                            | Kleinkaliber 50 m                        | 167      | 38     |
| Povl Gerlow                                                                            | Freies Gewehr 300 m                      | 772      | 60     |
| Povl Gerlow                                                                            | Armeegewehr Dreistellungskampf           | 64       | 74     |
| Povl Gerlow                                                                            | Kleinkaliber 25 m – Verschwindendes Ziel | 174      | 31     |
| Jens Hajslund                                                                          | Freies Gewehr 300 m                      | DNF      | DNF    |
| Laurits Larsen                                                                         | Freies Gewehr 300 m                      | 894      | 33     |
| Laurits Larsen                                                                         | Beliebige Scheibenpistole 50 m           | 432      | 21     |
| Niels Larsen                                                                           | Freies Gewehr 300 m                      | 962      | Bronze |
| Niels Larsen                                                                           | Armeegewehr Dreistellungskampf           | 70       | 63     |
| Niels Larsen                                                                           | Beliebige Scheibenpistole 50 m           | 405      | 41     |
| Lars Jørgen Madsen                                                                     | Freies Gewehr 300 m                      | 981      | Silber |
| Lars Jørgen Madsen                                                                     | Beliebige Scheibenpistole 50 m           | 452      | 14     |
| Anders Peter Nielsen                                                                   | Freies Gewehr 300 m                      | 849      | 47     |
| Anders Peter Nielsen                                                                   | Beliebige Scheibenpistole 50 m           | 355      | 50     |
| Frants Nielsen                                                                         | Kleinkaliber 50 m                        | 180      | 26     |
| Frants Nielsen                                                                         | Freies Gewehr 300 m                      | 851      | 46     |
| Frants Nielsen                                                                         | Beliebige Scheibenpistole 50 m           | 406      | 40     |
| Peter Sofus Nielsen                                                                    | Beliebige Scheibenpistole 50 m           | 397      | 43     |
| Ole Olsen                                                                              | Freies Gewehr 300 m                      | 926      | 12     |
| Hans Schultz                                                                           | Freies Gewehr 300 m                      | 808      | 52     |
| Hans Schultz                                                                           | Armeegewehr 600 m                        | 75       | 44     |
| Hans Schultz                                                                           | Armeegewehr Dreistellungskampf           | 82       | 36     |
| Hans Tauson                                                                            | Freies Gewehr 300 m                      | 921      | 16     |
| Hans Denver Povl Gerlow Lars Jørgen Madsen Frants Nielsen                              | Kleinkaliber 50 m – Mannschaft           | 708      | 5      |
| Niels Andersen Rasmus Friis Jens Hajslund Niels Larsen Lars Jørgen Madsen Hans Schultz | Armeegewehr Mannschaft                   | 1419     | 8      |
| Niels Andersen Jens Hajslund Laurits Larsen Niels Larsen Lars Jørgen Madsen Ole Olsen  | Armeegewehr Mannschaft                   | 5570     | Bronze |

### Schwimmen
| Athlet          | Disziplin       | Vorläufe          | Vorläufe          | Viertelfinale | Viertelfinale | Halbfinale    | Halbfinale    | Finale        | Finale        |
| Athlet          | Disziplin       | Zeit              | Rang              | Zeit          | Rang          | Zeit          | Rang          | Zeit          | Rang          |
| --------------- | --------------- | ----------------- | ----------------- | ------------- | ------------- | ------------- | ------------- | ------------- | ------------- |
| Harry Hedegaard | 400 m Freistil  | nicht ausgetragen | nicht ausgetragen | 7:07,8 min    | 5             | ausgeschieden | ausgeschieden | ausgeschieden | ausgeschieden |
| Harry Hedegaard | 1500 m Freistil | nicht ausgetragen | nicht ausgetragen | 28:32,4 min   | 3             | ausgeschieden | ausgeschieden | ausgeschieden | ausgeschieden |

### Segeln
| Athlet                                                | Disziplin      | Erstes Rennen | Erstes Rennen | Erstes Rennen | Zweites Rennen | Zweites Rennen | Zweites Rennen | Total  | Total     | Total  |
| Athlet                                                | Disziplin      | Zeit          | Punkte        | Rang          | Zeit           | Punkte         | Rang           | Punkte | Zeit      | Rang   |
| ----------------------------------------------------- | -------------- | ------------- | ------------- | ------------- | -------------- | -------------- | -------------- | ------ | --------- | ------ |
| Steen Herschend Hans Meulengracht-Madsen Sven Thomsen | 6-Meter-Klasse | 2:34:41 h     | 7             | 1             | 2:26:07 h      | 3              | 2              | 10     | 2:41:40 h | Silber |

### Tennis
| Athleten                        | Disziplin     | Erste Runde       | Zweite Runde                          | Dritte Runde                                | Achtelfinale                                            | Viertelfinale                         | Halbfinale             | Finale                   | Finale |
| Athleten                        | Disziplin     | Gegner Ergebnis   | Gegner Ergebnis                       | Gegner Ergebnis                             | Gegner Ergebnis                                         | Gegner Ergebnis                       | Gegner Ergebnis        | Gegner Ergebnis          | Rang   |
| ------------------------------- | ------------- | ----------------- | ------------------------------------- | ------------------------------------------- | ------------------------------------------------------- | ------------------------------------- | ---------------------- | ------------------------ | ------ |
| Männer                          |               |                   |                                       |                                             |                                                         |                                       |                        |                          |        |
| Jørgen Arenholt                 | Einzel, Rasen | Freilos           | Ingerslev Verloren 6-2, 1-6, 6-0, 6-4 | nicht erreicht                              | nicht erreicht                                          | nicht erreicht                        | nicht erreicht         | nicht erreicht           | 31     |
| Ove Frederiksen                 | Einzel, Rasen | Freilos           | von Müller Verloren 6-2, 6-1, 6-4     | nicht erreicht                              | nicht erreicht                                          | nicht erreicht                        | nicht erreicht         | nicht erreicht           | 31     |
| Peter Frigast                   | Einzel, Rasen | Freilos           | Winslow Verloren 7-5, 6-2, 6-3        | nicht erreicht                              | nicht erreicht                                          | nicht erreicht                        | nicht erreicht         | nicht erreicht           | 31     |
| Victor Hansen                   | Einzel, Rasen | Freilos           | Freilos                               | von Kehrling Verloren 6-2, 6-1, 6-8, 6-4    | nicht erreicht                                          | nicht erreicht                        | nicht erreicht         | nicht erreicht           | 17     |
| Vagn Ingerslev                  | Einzel, Rasen | Freilos           | Arenholt Gewonnen 6-2, 1-6, 6-0, 6-4  | Grönfors Gewonnen 6-1, 6-2, 6-2             | Winslow Verloren 6-4, 8-6, 6-4                          | nicht erreicht                        | nicht erreicht         | nicht erreicht           | 9      |
| Erik Larsen                     | Einzel, Halle | nicht ausgetragen | nicht ausgetragen                     | Gobert Verloren 8-6, 6-1, 5-7, 8-6          | nicht erreicht                                          | nicht erreicht                        | nicht erreicht         | nicht erreicht           | 16     |
| Aage Madsen                     | Einzel, Rasen | Freilos           | Thayssen Verloren 6-1, 6-3, 3-6, 6-3  | nicht erreicht                              | nicht erreicht                                          | nicht erreicht                        | nicht erreicht         | nicht erreicht           | 31     |
| Leif Rovsing                    | Einzel, Rasen | Freilos           | Freilos                               | Wennergren Verloren 4-6, 9-7, 6-8, 6-1, 6-1 | nicht erreicht                                          | nicht erreicht                        | nicht erreicht         | nicht erreicht           | 17     |
| Axel Thayssen                   | Einzel, Rasen | Freilos           | Madsen Gewonnen 6-1, 6-3, 3-6, 6-3    | Winslow Verloren 6-4, 3-6, 6-4, 6-4         | nicht erreicht                                          | nicht erreicht                        | nicht erreicht         | nicht erreicht           | 17     |
| Jørgen Arenholt Vagn Ingerslev  | Doppel, Rasen | nicht ausgetragen | nicht ausgetragen                     | Kitson & Winslow Verloren 6-4, 6-1, 6-4     | nicht erreicht                                          | nicht erreicht                        | nicht erreicht         | nicht erreicht           | 15     |
| Victor Hansen Leif Rovsing      | Doppel, Rasen | nicht ausgetragen | nicht ausgetragen                     | Freilos                                     | Alenizyn & Sumarokow-Elston Verloren 2-6, 6-3, 7-5, 6-3 | nicht erreicht                        | nicht erreicht         | nicht erreicht           | 9      |
| Aage Madsen Axel Thayssen       | Doppel, Rasen | nicht ausgetragen | nicht ausgetragen                     | Hykš & Šebek Gewonnen 6-3, 6-4, 6-4         | Nylén & Wennergren Verloren 6-1, 6-2, 6-4               | nicht erreicht                        | nicht erreicht         | nicht erreicht           | 9      |
| Ove Frederiksen Peter Frigast   | Doppel, Rasen | nicht ausgetragen | nicht ausgetragen                     | Freilos                                     | Heyden & Spies Verloren 6-2, 7-5, 6-3                   | nicht erreicht                        | nicht erreicht         | nicht erreicht           | 9      |
| Athleten                        | Disziplin     |                   |                                       |                                             | Achtelfinale                                            | Viertelfinale                         | Halbfinale             | Finale                   | Finale |
| Athleten                        | Disziplin     | Gegner Ergebnis   | Gegner Ergebnis                       | Gegner Ergebnis                             | Gegner Ergebnis                                         | Rang                                  |                        |                          |        |
| Frauen                          |               |                   |                                       |                                             |                                                         |                                       |                        |                          |        |
| Sofie Castenschiold             | Einzel, Halle | nicht ausgetragen | nicht ausgetragen                     | nicht ausgetragen                           | Freilos                                                 | Aitchison Gewonnen 2-6, 6-2, 6-1      | Fick Gewonnen 6-4, 6-4 | Hannam Verloren 6-4, 6-3 | Silber |
| Athleten                        | Disziplin     |                   |                                       |                                             | Achtelfinale                                            | Viertelfinale                         | Halbfinale             | Finale                   | Finale |
| Athleten                        | Disziplin     | Gegner Ergebnis   | Gegner Ergebnis                       | Gegner Ergebnis                             | Gegner Ergebnis                                         | Rang                                  |                        |                          |        |
| Mixed                           |               |                   |                                       |                                             |                                                         |                                       |                        |                          |        |
| Sofie Castenschiold Erik Larsen | Mixed, Halle  | nicht ausgetragen | nicht ausgetragen                     | nicht ausgetragen                           | Freilos                                                 | Aitchison & Barrett Verloren 6-0, 6-3 | nicht erreicht         | nicht erreicht           | 5      |

### Turnen
| Athlet | Disziplin           | Finale   | Finale |
| Athlet | Disziplin           | Ergebnis | Rang   |
| --- | ------------------- | -------- | ------ |
| Axel Andersen | Einzelmehrkampf     | 98,75    | 33     |
| Arvor Hansen | Einzelmehrkampf     | 107,50   | 26     |
| Charles Jensen | Einzelmehrkampf     | 103,75   | 30     |
| Einar Møbius | Einzelmehrkampf     | 86,75    | 40     |
| Carl Pedersen | Einzelmehrkampf     | 97,25    | 34     |
| Niels Petersen | Einzelmehrkampf     | 97,25    | 34     |
| Axel Andersen Hjalmart Andersen Halvor Birch Wilhelm Grimmelmann Arvor Hansen Christian Hansen Marius Hansen Charles Jensen Hjalmar Johansen Poul Preben Jørgensen Carl Krebs Vigo Meulengracht Madsen Lukas Nielsen Rikard Nordstrøm Steen Olsen Oluf Olsson Carl Pedersen Kristian Pedersen Niels Petersen Christian Svendsen | Freies Turnen       | 21,25    | Bronze |
| Peter Villemoes Andersen Valdemar Bøggild Søren Peter Christensen Ingvald Eriksen George Falcke Torkild Garp Hans Trier Hansen Johannes Hansen Rasmus Hansen Jens Kristian Jensen Alfred Jensen Karl Kirk Jens Kirkegaard Olaf Kjems Carl Larsen Jens Peter Laursen Marius Lefevre Poul Mark Einar Olsen Hans Pedersen Hans Eiler Pedersen Olaf Pedersen Peder Larsen Pedersen Aksel Sørensen Jørgen Ravn Søren Thorborg Kristen Vadgaard Johannes Vinther | Schwedisches System | 898,84   | Silber |